# Małpowanie
Małpowanie – slangowe określenie technik podchodzenia na linie, stosowanych w alpinizmie podziemnym, wspinaczce (również lodowej) oraz w pracach na wysokości.

## Technika
Małpowanie możliwe jest dzięki wykorzystaniu urządzeń zaciskowych (tzw. „małp”), do których zalicza się np. płanietę czy krolla. Do małpowania stosuje się dwa (rzadziej trzy) urządzenia zaciskowe.